# 富士フイルムのコマーシャルメッセージ
富士フイルムのコマーシャルメッセージ（ふじフイルムのコマーシャルメッセージ）では、富士フイルムのコマーシャルメッセージについてまとめる。

## フジカラー

### 写真プリント・写ルンです
長く続くロングランCMであり、特に樹木希林の出演で親しまれていた。樹木は悠木千帆時代の1970年代から30年以上にわたり富士フイルムのCMに出演してきた。
特に樹木扮する綾小路さゆりと岸本加世子扮する街の写真店の店番（のち店長）とのやり取りを描くシリーズが有名である。その中でも1980年の「美しい人はより美しく、そうでない方はそれなりに写ります」は当時の流行語となるほどの反響だった。この言葉は樹木の発案による物で、当初は「美しくない方も美しく」だったのが、樹木が言葉に違和感を覚え、「「それなりに写ります」にして欲しい、日本語としてきれい。「美しくない」という表現も美しくない」と要望したことから、このような表現となった。2000年には「フジカラーで当たルンです!キャンペーン」のテレビCMで、樹木と岸本に加えて田中麗奈を起用して富士フイルムがこの1980年のCMをリメイクした（「美しい人はより美しく、そうでない方はチョーそれなりに写ります」と「チョー」が加えられていた）。

#### 綾小路さゆり
樹木希林演じるCMキャラクター。フジカラーのプリントショップの常連。店員や店長役となる出演者が交代するごとに、「あら!店員さん代わった?」と言っていることから、長年同じプリントショップに通っていたことがわかる。2013年度の「お正月を写そう」を最後に一旦降板した。2015年に復帰したものの、樹木は2018年9月に逝去した。その為2017年度をもって最後の出番となった。
2018年12月26日に、樹木への感謝を込め、これまでの綾小路さゆりが登場するCMをまとめたスペシャルムービー「樹木希林さん 2018年末特別」編が富士フイルムの公式サイトおよび同社のYouTube公式チャンネルで2019年1月31日まで公開、また12月29日には1回限りのテレビCMとして放送される。

#### 長瀬店長シリーズ
2004年4月より長瀬智也のフジカラーデジタルプリントショップを舞台にしたCMが20本以上製作された。2010年後期からは、毎年年末の「フジカラーの年賀状」CMのみとなり、且つ長瀬は出演しなくなり、樹木と店員役の堀北及び後輩店員役の佐々木希の3人で繰り広げている。店長役・店員役の変容は下記を参照。
CM
デジタルプリント 「プロモーションビデオ」 「綾小路大仏」 「お見合い写真」 「大きなケータイ」 「The Walls of China」
年賀状 「イナバウア」「年賀状のアイデア」
お正月 「綾小路に似ている犬」 「初日の出」 「お庭で遊ぼう」 「お正月競技」 「一緒に撮りたい」 「迫力ある映像」 「マラソンの思い出」

#### お正月を写そう
年末年始には「お正月を写そう」というキャッチフレーズのCMが放送される。
開始初期は正月の写真をフジカラーフィルム撮影し、かつフジカラープリントで現像・焼き付けをしてもらう事を目的に「お正月を写そう、フジカラーで写そう」、三が日を過ぎると「お正月の写真、フジカラーでプリントしましょう」に変わっていたが、デジタルカメラの普及により2006年 - 2007年の年末年始からキャッチフレーズが「お正月を写そう、フジカラーで残そう」に変更され、フジカラーのデジタルプリント・フォトブックの宣伝となった。2009年からは、コラボCMも行っている。
七福神シリーズ
「お正月を写そう」シリーズでは、たまにお正月に関連する七福神をモチーフにしたCMを制作することがある。
各年の出演者
下記の出演者のほか、2018年までは樹木希林演じる綾小路さゆりも登場していた。
お正月を写そう2000年
1999年末から2000年新春にかけて放映。上記の七福神シリーズとして、田中麗奈の七福神シリーズとして放送。
田中麗奈のほか、ザ・ドリフターズのいかりや長介・高木ブー・仲本工事・加藤茶・志村けん・荒井注が出演。
お正月を写そう2011年
2010年末から2011年新春にかけて放映。#コラボCMも参照。建設中の東京スカイツリーをテーマにしたCM。
テリー伊藤、松田聖子、中島みゆき、佐々木希が出演。
お正月を写そう2012年
2011年末から2012年新春にかけて放映。#コラボCMも参照。前年同様、松田聖子、佐々木希が出演。ほか、小泉今日子、本木雅弘も出演。
お正月を写そう2013年
2012年末から2013年新春にかけて放映。#コラボCMも参照。前年同様、松田聖子、佐々木希、小泉今日子、本木雅弘が出演。5バージョン作られ、「心に青空・メタバリア編」のみ内山信二も出演。
お正月を写そう2014年
2013年末から2014年新春にかけて放映。#コラボCMも参照。松たか子、笑福亭鶴瓶、壇蜜、大久保佳代子、ふなっしーが出演。大久保佳代子は2013年の年賀状CMからの続投となる。
お正月を写そう2015年
2014年末から2015年新春にかけて放映。#コラボCMも参照。前年同様、松たか子、笑福亭鶴瓶、ふなっしーが登場。ほか、前田敦子、大島優子、指原莉乃が出演。
お正月を写そう2016年
2015年末から2016年新春にかけて放映。五郎丸歩と東出昌大が出演。五郎丸歩は2014年の年賀状CMからの続投となる。
お正月を写そう2018年
2017年末から2018年新春にかけて放映。竹内涼真が出演。
お正月を写そう2019年
2018年末から2019年新春にかけて放映。石原良純と長嶋一茂とDAIGOが出演。
お正月を写そう2020年
2019年末から2020年新春にかけて放映。広瀬すず とラグビーワールドカップ日本代表6選手の7人が七福神に扮して出演。
お正月を写そう2021年
2020年末から2021年新春にかけて放映。堺雅人と広瀬すず 広瀬アリスが出演。広瀬姉妹が共演となった。
お正月を写そう2022年
2021年末から2022年新春にかけて放映。広瀬すず と吉沢亮とウルフ・アロンが出演。
お正月を写そう2023年
2022年末から2023年新春にかけて放映。広瀬すずと村上宗隆と横浜流星が出演。
お正月を写そう2024年
2023年末から2024年新春にかけて放映。広瀬すず と横浜流星 と羽生善治と藤井聡太が出演。この出演をきっかけに王将戦を協賛することとなった。

お正月を写そう2025年
2024年末から2025年新春にかけて放映。広瀬すず  と横浜と2024年パリオリンピックやり投げ女子金メダリストの北口榛花と、女子ゴルフの竹田麗央が出演。

#### 出演者一覧
店長役・店員役の詳細については店長役も参照。
| 出演者                           | 出演時期                   | 備考 |
| -------------------------------- | -------------------------- | --- |
| 樹木希林                         | 1980年代 - 2013年 2015年 - | 綾小路さゆり役を参照 |
| 加賀まりこ                       | 1960年代中期               | |
| 山口百恵                         | 1970年代中期・後期         | |
| 岡田奈々                         | 1970年代中期・後期         | |
| 岸本加世子                       | 1980年代 2003年            | 店長役も参照。 「お正月を写そう2004年」を最後に降板                                                                       |
| 南野陽子                         | 1986年 - 1988年            | 店長の娘役も参照。 「似てるかな人形キャンペーン」（1988年）を最後に降板。                                                 |
| 桑田佳祐                         | 1988年                     | |
| 竹中直人                         | 1988年                     | |
| 唐沢寿明                         | 1989年                     | |
| 井森美幸                         | 1989年 - 1990年            | |
| 観月ありさ                       | 1991年 - 1998年            | 観月ありさの七福神シリーズにも出演。                                                                                      |
| 神戸浩                           |                            | 七福神シリーズ 観月ありさの七福神シリーズで出演。                                                                         |
| 赤星昇一郎                       |                            | 七福神シリーズ 観月ありさの七福神シリーズで出演。                                                                         |
| 佐藤正宏                         |                            | 七福神シリーズ 観月ありさの七福神シリーズで出演。                                                                         |
| ウガンダ・トラ                   |                            | 七福神シリーズ 観月ありさの七福神シリーズで出演。                                                                         |
| ベンガル                         |                            | 七福神シリーズ 観月ありさの七福神シリーズで出演。                                                                         |
| 武野功雄                         |                            | 七福神シリーズ 観月ありさの七福神シリーズで出演。                                                                         |
| デーモン小暮閣下                 | 1992年 - 1994年 1998年     | 稲垣吾郎の「NAI・NAI 16」編では、聖飢魔IIとして出演。                                                                     |
| 高島忠夫                         | 1995年                     | 高島忠夫ファミリー |
| 寿美花代                         | 1995年                     | 高島忠夫ファミリー |
| 髙嶋政宏                         | 1995年                     | 高島忠夫ファミリー |
| 高嶋政伸                         | 1995年                     | 高島忠夫ファミリー |
| 沢口靖子                         | 1996年 - 1998年            | |
| 加藤浩次（極楽とんぼ）           |                            | 沢口靖子の「渚のシンドバッド」編で出演。                                                                                  |
| 山本圭壱（極楽とんぼ）           |                            | 沢口靖子の「渚のシンドバッド」編で出演。                                                                                  |
| 小西博之                         |                            | 沢口靖子の「与作」編で出演。                                                                                              |
| 西田健                           |                            | 沢口靖子の「あずさ2号」編で出演。                                                                                         |
| 有田哲平                         |                            | 沢口靖子の「UFO」編で出演。                                                                                               |
| 松崎しげる                       |                            | 沢口靖子の「Mr.サマータイム」編で出演。                                                                                   |
| 北村一輝                         |                            | 沢口靖子の「2億4千万の瞳」編で出演。                                                                                      |
| 稲垣吾郎                         | 1997年 - 1998年            | |
| 柳沢慎吾                         |                            | 稲垣吾郎の「失恋レストラン」編で出演。                                                                                    |
| 黒田アーサー                     |                            | 稲垣吾郎の「ギンギラギンにさりげなく」編で出演。                                                                          |
| 秋野暢子                         |                            | 稲垣吾郎の「港のヨーコ・ヨコハマ・ヨコスカ」編で出演。                                                                    |
| 荻野目洋子                       |                            | 稲垣吾郎の「港のヨーコ・ヨコハマ・ヨコスカ」編で出演。                                                                    |
| 具志堅用高                       |                            | 稲垣吾郎の「港のヨーコ・ヨコハマ・ヨコスカ」編で出演。                                                                    |
| 赤木春恵                         |                            | 稲垣吾郎の「おふくろさん」編で出演。                                                                                      |
| 松崎しげる                       | 1997年                     | |
| 田中麗奈                         | 1998年 - 2003年            | 店員役も参照。 「お正月を写そう2004年」を最後に降板。                                                                     |
| 滝沢秀明                         | 1999年                     | |
| いかりや長介（ザ・ドリフターズ） |                            | 「お正月を写そう2000年」 #お正月を写そうも参照。 CM放送後に荒井注が逝去。                                                 |
| 高木ブー（ザ・ドリフターズ）     |                            | 「お正月を写そう2000年」 #お正月を写そうも参照。 CM放送後に荒井注が逝去。                                                 |
| 仲本工事（ザ・ドリフターズ）     |                            | 「お正月を写そう2000年」 #お正月を写そうも参照。 CM放送後に荒井注が逝去。                                                 |
| 加藤茶（ザ・ドリフターズ）       |                            | 「お正月を写そう2000年」 #お正月を写そうも参照。 CM放送後に荒井注が逝去。                                                 |
| 志村けん（ザ・ドリフターズ）     |                            | 「お正月を写そう2000年」 #お正月を写そうも参照。 CM放送後に荒井注が逝去。                                                 |
| 荒井注（元ザ・ドリフターズ）     |                            | 「お正月を写そう2000年」 #お正月を写そうも参照。 CM放送後に荒井注が逝去。                                                 |
| 藤原紀香                         |                            | 「お正月を写そう2001年」                                                                                                  |
| Gackt                            | 2002年 - 2003年            | |
| タマちゃん（アザラシ）           |                            | 「お正月を写そう2003年」                                                                                                  |
| 長瀬智也                         | 2004年 - 2010年            | 店長役も参照。 |
| 堀北真希                         | 2004年 - 2012年            | 店員役も参照。 |
| 須賀健太                         | 2006年夏                   | 「プリントし忘れ」編の少年役                                                                                              |
| テリー伊藤                       |                            | 「お正月を写そう2011年」 #お正月を写そうも参照。                                                                          |
| 中島みゆき                       |                            | 「お正月を写そう2011年」 #お正月を写そうも参照。                                                                          |
| 松田聖子                         |                            | 「お正月を写そう2011年」 「お正月を写そう2012年」 「お正月を写そう2013年」 #お正月を写そうも参照。                        |
| 佐々木希                         |                            | 「お正月を写そう2011年」 「お正月を写そう2012年」 「お正月を写そう2013年」 #お正月を写そうも参照。 店長役・店員役も参照。 |
| 小泉今日子                       |                            | 「お正月を写そう2012年」 「お正月を写そう2013年」 #お正月を写そうも参照。                                                 |
| 本木雅弘                         |                            | 「お正月を写そう2012年」 「お正月を写そう2013年」 #お正月を写そうも参照。 綾小路さゆり役の樹木希林の義理の息子。          |
| 内山信二                         |                            | 「お正月を写そう2013年」 （心に青空・メタバリア編」のみ出演） #お正月を写そうも参照。                                     |
| アニマル浜口                     |                            | 2012年末年賀状 |
| 浜口京子                         |                            | 2012年末年賀状 |
| 大久保佳代子                     |                            | 2013年末年賀状 「お正月を写そう2014年」 #お正月を写そうも参照。                                                           |
| 桜田通                           |                            | 2013年末年賀状 店員役も参照。                                                                                             |
| 壇蜜                             |                            | 「お正月を写そう2014年」                                                                                                  |
| 松たか子                         |                            | 「お正月を写そう2014年」 「お正月を写そう2015年」 #お正月を写そうも参照。                                                 |
| 笑福亭鶴瓶                       |                            | 「お正月を写そう2014年」 「お正月を写そう2015年」 #お正月を写そうも参照。                                                 |
| ふなっしー                       |                            | 「お正月を写そう2014年」 「お正月を写そう2015年」 #お正月を写そうも参照。                                                 |
| 前田敦子                         |                            | 「お正月を写そう2015年」 #お正月を写そうも参照。                                                                          |
| 大島優子                         |                            | 「お正月を写そう2015年」 #お正月を写そうも参照。                                                                          |
| 指原莉乃                         |                            | 「お正月を写そう2015年」 #お正月を写そうも参照。                                                                          |
| 広瀬すず                         | 2015年7月 -                | 2015年末年賀状 店長役も参照。                                                                                             |
| 五郎丸歩                         |                            | 2015年末年賀状 「お正月を写そう2016年」 #お正月を写そうも参照。                                                           |
| 東出昌大                         |                            | 「お正月を写そう2016年」 #お正月を写そうも参照。                                                                          |
| 竹内涼真                         |                            | 「お正月を写そう2018年」 #お正月を写そうも参照。                                                                          |

#### 店長役・店員役一覧
| 放映年             | 店長役     | 店員役            | その他店の関係者        | 備考 |
| ------------------ | ---------- | ----------------- | ----------------------- | ---- |
| 1980年代           | 岸本加世子 |                   |                         |      |
| 1986年 - 1988年    | 岸本加世子 |                   | 南野陽子 （店長の娘役） |      |
| 1998年 - 2003年    | 岸本加世子 | 田中麗奈          |                         |      |
| 2004年4月 - 2012年 | 長瀬智也   | 堀北真希 佐々木希 |                         |      |
| 2012年 -           | 佐々木希   |                   |                         |      |
| 2013年             | 佐々木希   | 桜田通            |                         |      |
| 2015年12月 -       | 広瀬すず   |                   |                         |      |

### デジタルカメラ「FinePix」「FUJIFILM X」シリーズ
2014年以降（2017年3月現在まで）、特定のキャラクターは設けられていない。
（過去の出演者）
- 藤原紀香（1999年 - 2003年）
- 鈴木一真 - FinePix50i（2001年）
- 市川実日子 - FinePix50i（2001年）
- 上原多香子- FinePixF410（2003年6月）
- 竹野内豊 - FinePix420,F700,F710,F440,F450（2003年 - 2004年）
- 蛯原友里 - FinePix F30からF100fdまでのF,Z3からZ250fdまでのZシリーズ（2006年 - 2009年）
- 柴咲コウ - FinePixF200EXR,Z300,F70EXR（2009年）
- 佐々木希 - FinePixZ700EXRからZ1100EXRまでのZシリーズ,REAL 3D W3（2010年 - 2012年）
- 本木雅弘 - FinePixF550EXRからF900EXRまでのFシリーズ,FUJIFILM X10,X-E1,XF1（2011年 - 2013年）
- 真木よう子 - FUJIFILM XF1（2012年）

### instax mini「チェキ」シリーズ
「AXIA」のCMに出演していたユースケ・サンタマリアや「写ルンです」のCMに出演していた岸本加世子・田中麗奈・樹木希林の3人、「FinePix」のCMに出演していた佐々木希など、同社の別CMに起用していた人物が出演する事が多い。
- サンタマリア（2001年）
- 押尾学 - 「合コン」編（2001年 - 2002年）
- 妻夫木聡 - 「合コン」編（2001年 - 2002年）
- 東出昌大 - instax mini 70（2015年 - ）

- 岸本加世子 - 「愛されて300万台」編（2002年）
- 田中麗奈 - 「愛されて300万台」編（2002年）
- 樹木希林 - 「愛されて300万台」編（2002年）
- 佐々木希 -  instax mini 90（2013年 - ）、
instax SHARE SP-1（2014年 - ）
- 広瀬すず - 「instax SQUARE SQ6」（2018年）、「クリスマスプレゼント 2021」編（2021年）、「ワクワクがリンクする」編 等（2023年 - 、「ワクワクがリンクする」編以後は横浜流星と共演）。
- 横浜流星 - 「ワクワクがリンクする」編、「ワクワククリスマス」編、「お正月を写そう♪2023 チェキ・村神様と初詣」編、「お正月を写そう♪ 2024 チェキ・お正月も対局」編（2022年 - 、広瀬すずと共演）

## AXIA
AXIAのCM。
- 斉藤由貴 - AXIAオーディオテープ（1985年 - 1987年）新ブランドAXIA立ち上げと共にイメージ・キャラクターとして起用された。彼女の出演したCM効果で20パーセント台のシェアを獲得した。
- 浅香唯 - AXIA PS-Sオーディオテープ（1988年 - 1989年）
- ボン・ジョヴィ- AXIAオーディオテープ（1988年）
- 爆風スランプ - AXIAオーディオテープ（1989年 - 1991年）
- 矢沢永吉 - AXIAオーディオテープ、ビデオテープ（1989年 - 1991年）
- 坂井真紀 - AXIAオーディオテープ（1993年 - 1995年）
- hyde - AXIAオーディオテープ（1994年 - 1995年）
- ともさかりえ - AXIAオーディオテープ（1996年 - 1998年）
- JUDY AND MARY - AXIA（1998年 - 1999年）
- ユースケ・サンタマリア・黒澤優 - AXIA（2000年 - 2001年）

## 化粧品・健康食品
写真フィルム研究開発で培ったコラーゲンやナノテクノロジー技術を生かし2007年から参入。2008年から一般向けに販路を広げる。

### ASTALIFT
スキンケア化粧品「ASTALIFT」のCM。2008年から2011年現在まで。制作発表当時、同年代の歌手でありながら、あまり共演経験の無い中島みゆきと松田聖子の共演ということが話題を呼んだ。2009年年末からは、コラボCMを行っている。
- 中島みゆき（2008年 - 2011年）
- 松田聖子（2008年 - ）
- 小泉今日子（2011年 - 2013年）
- 松たか子（2013年 - ）：当初はアスタリフト ホワイトのCMに出演
- 高畑充希（2016年 - ）
- 宮崎あおい (2023年 - )

### ルナメア
- 絵美里（2013年 - ）
絵美里はドリンク剤「ビューティーファイター」のCMにも出演。

### メタバリアNEO
- 堀北真希（2010年 - ）
- 塚地武雅（2010年）
- 八代亜紀（2011年）

## その他の商品
- 扇千景- 8mmムービーカメラ「シングル8」（1965年）
  - CMソングが、扇のセリフも含めて「懐かしのCMソング大全集」等でCD化されており、アーティスト名が扇になっている。
- ゲルト・ティングラム（ノルウェー語版） - 「フジカST801」（1973年）[7]
  - 購入者には「ゲルトちゃん」と呼ばれる女性のヌードポスターが配布された。
- 沢田研二- 110フィルム使用カメラ「ポケットフジカ」（1975年 - 1976年）
- 沖雅也- 135フィルム使用カメラ「フジカデート」（1975年 - 1976年）
- ユル・ブリンナー -　フィルム「フジカラーF-Ⅱ400」　（1976年）
- 田子ノ浦親方- 135フィルム使用カメラ「フラッシュフジカ」（1977年）
- 春日三球・照代- 一眼レフカメラ「フジカAZ-1」（1978年）
- 前川清- 135フィルム使用カメラ「フラッシュフジカAF」（1978年 - 1979年）
- 布施明、オリビア・ハッセー- 135フィルム使用カメラ「フジカ AUTO5」（1980年 - 1982年）
- 広岡瞬-　一眼レフカメラ「フジカAX」（1980年）
- 奥田瑛二、喜多嶋舞- コンパクトフィルムカメラ「望遠カルディアスーパー」（1987年）
- 反町隆史 - EPION（1997年 - 1998年）
- マリア・ブッテルスカヤ（元フィギュアスケート選手、ロシア）- DVD「きれい録り」（2003年）
- 上戸彩 - DVD「きれい録り」（2004年）
- 少年隊 - ケータイプリンタ「Pivi」（2004年）
- 南野陽子 - フィルム「フジカラースーパーHR」、プリントサービス「フジカラーLプリント」（1986年 - 1988年）
- イエロー・マジック・オーケストラ －オーディオテープ（ER、DR､UR、SR）（1979年~1980年）富士マグネテープ（旧：富士オーディオ）で製造（カセットのパッケージやラベルには記されていない。）されたが、販売は富士フイルムだった。
  - 「フジカセット」という愛称があった。3種類制作され、主に彼らのライブのテレビ放映時に流された。2003年に全てのテレビCMがDVD・「Visual YMO : the Best」に収められ、現在も購入すれば見る事が出来る。CM曲には、「テクノポリス」、「ライディーン」、「磁性紀-開け心-」が使われた。
- ブライアン・フェリー -　FUJIビデオテープ　「SUPER HG」（1985年）
- スティング -　FUJIビデオテープ　「SUPER HG」（1988年）

## 企業CM
商品の他に、コーポレートブランド「FUJIFILM」の企業メッセージCMも制作されており、著名人が一人ずつ出演している。

### PHOTO IS
2005年から展開中。写真にまつわる思い出を語っている。BGMはジョン・レノンの"イマジン"のピアノインスト。
- オノ・ヨーコ
- 福山雅治
- 樹木希林
- 堀北真希
- 長瀬智也

### あしたに続く写真
2004年より1年間展開された。
- 宮里藍（プロゴルファー、2004年）
- 田中マルクス闘莉王（プロサッカー選手、2004年）
- 古田敦也（プロ野球・ヤクルトスワローズ選手、2005年）
- 村治佳織（ギター奏者、2005年）
- 三浦知良（プロサッカー選手、2005年）

### NO PHOTO, NO LIFE.
2004年 - 2005年。タワーレコード「NO MUSIC, NO LIFE.」とのタイアップ。坂本龍一をはじめ、UA、中村達也、谷中敦といったミュージシャンが出演した。

### 「一枚の写真」シリーズ
- 福原愛（卓球選手）- 2004年

## コラボCM
2001年の「instax mini「チェキ」シリーズ」のCMで、「AXIA」のCMに起用されていたユースケ・サンタマリアを再起用するなどはあったが、CM上のコラボなどは行われることはなかった。
同年（2001年）年末から開始された『お正月を写そう2002年』で、サントリー「BOSS」とのコラボレーションCMとして、永瀬正敏と布袋寅泰が出演する。ただし、これは、サントリー「BOSS」側が行っていたコラボCMの1つとしてのものであり、「BOSS」はこの他、「スカイパーフェクトTV!」や「au」などともコラボしている。
2002年暮れには、サトウ食品のCMに「お正月を写そう」のメロディが用いられた。これは、サトウの鏡餅を買ってチェキやオリジナル写ルンですを当てるというキャンペーンに伴うものである。
2006年には、ANAとのタイアップで中国・上海でのロケも行われた。
2009年12月19日から放送を開始した『お正月を写そう2010年』で、「写ルンです」と同時に「メタバリア」「3Dデジタルカメラ」「フォトブック」「ポストカード」「ASTALIFT」のCMも行うコラボCMを開始。『 - 2011年』『 - 2012年』『 - 2013年』でも「メタバリア」「ASTALIFT」「FinePixシリーズ」（2013年はXシリーズ）「フォトブック」とのコラボが行われた。
『お正月を写そう』のコラボCMは原則その年の富士フイルムCM出演者が勢ぞろいするが、一部商品のCMに出演しない人もいる。
堀北は「ASTALIFT」の、佐々木は「ASTALIFT」「メタバリア」のコラボCMには出演していない（特に佐々木は当時化粧品事業に於いては同業他社とCM契約を結んでいた関係で出演しなかった。かつては堀北も同業他社とCM契約を結んでいた）。
その一方、樹木と、松田ら「ASTALIFT」CM出演者は、すべてのコラボCMに出演している。また2010年版まで出演していた長瀬と、2011年版のゲストキャラクターだったテリー伊藤もすべてのコラボCMに出演していた。
2012年版に出演した本木も「ASTALIFT」と「メタバリア」のコラボCMには出演していない。
ちなみにその2012年版は、樹木と本木の（義理の）親子共演が実現。CMもそれを意図したシーンがある。
2013年版は各CMの出演者が異なっており、初制作の「企業」編は本木・松田・小泉・佐々木・同社社員約50人が、「ASTALIFT」編は本木・松田・小泉が、「メタバリア」編は松田とゲスト出演の内山信二（七福神の布袋役）が、「Xシリーズ」編は本木と樹木が、そして「フォトブック」編は本木・佐々木・樹木が出演している。本木と樹木の出演パートはイギリス・ロンドンで撮影された。
コラボCMは2013年を最後に制作されなくなり、2014年以降の『お正月を写そう』は写真プリント関連のCMに落ち着いている。
2011年末の「フジカラーの年賀状」CMでは『まんが日本昔ばなし』とのコラボレーションを行った。